# Silampa
La Silampa es un ser legendario de Panamá. Se le describe como una criatura similar a un fantasma con la forma de una sábana blanca que sobrevuela los diferentes caminos, despoblados y campos, confundiéndose en la niebla. Se cuenta que puede crecer varios metros de altura. Igualmente se dice que puede tomar la apariencia de un espectro parecido a una mujer con túnica blanca y tenebrosa. 
Aparecería cuando la niebla fuera espesa, asustando a cualquier persona o animal que se atreva a rondar solo en las noches; pero si se tiene la mala suerte de encontrarla hambrienta, los acecharía y los atraparía envolviendo a su presa y devorándola hasta dejar solo los huesos.

## Historia
Durante la época de los conquistadores españoles a Panamá, una princesa indígena, la más bella de la región ella cometió el “error” de enamorarse de un hombre prohibido, guerrero más fuerte de la tribu indígena. Sin embargo, el guerrero y ella no prestaron atención, decidiendo escaparse. El padre de la joven, al enterarse de la situación, extendió la búsqueda de su hija y la captura del guerrero indígena con finalidad de asesinarlo. En uno de esos encuentros, la pareja decide encontrarse a media noche para escaparse y pasar un tiempo juntos, cuando de repente son sorprendidos por una tropa de soldados españoles quienes atrapan al guerrero y lo amarran. La joven intentó rescatar a su amado, pero el padre también la golpea y la separa del indígena. Ésta recurre al espíritu de la noche, que al curandero le había dado ciertos poderes por lo que el espíritu se induce el guerrero matando a todos los soldados. En un descuido, el padre de la joven pudo llegar a dónde estaba el guerrero y lo asesina con su espada. Al ver lo que pasa, el espíritu se transforma en odio y venganza, introduciéndose en el cuerpo de la joven, convirtiéndola en un ser espiritual maligno. La joven, entonces, comenzó a atacar a su padre introduciéndole una infinidad de mordiscos hasta matarlo dejándolo como un esqueleto.
Y desde entonces se comenzaría a llamar «Silampa» la cual recorre las calles, pueblos y potreros buscando con quien desahogar su odio, por eso en Panamá, si se ve a la Silampa, se debe correr lo más pronto posible, porque es capaz de devorar hasta los huesos.